# Christiane Papon
Pour les articles homonymes, voir Papon.
Christiane Papon, née le 3 septembre 1924 à Vienne en Autriche et morte le 8 janvier 2023 à Neuilly-sur-Seine, est une femme politique française.

## Biographie
De 1977 à 1988, elle préside l'association Femme Avenir, la branche féminine du RPR,.

## Détail des fonctions et des mandats
Mandats parlementaires
- 16 mars 1986 - 14 mai 1988 : Députée du Val-de-Marne
- 12 juin 1988 - 1er avril 1993 : Députée de la 1re circonscription du Val-de-Marne

## Distinctions
- Commandeure de la Légion d'honneur
- Grand-croix de l'ordre national du Mérite
- Médaille d'honneur du travail, argent